# Acacia minyura
Acacia minyura é uma espécie de leguminosa do gênero Acacia, pertencente à família Fabaceae.